# Alpaka (Textilie)
Alpaka, eigentlich Alpaka-Wolle bzw. Pako-Wolle (Faserkurzeichen WP) ist die Bezeichnung für die Wolle des ursprünglich nur in den Anden beheimateten, domestizierten Alpaka.
Es gibt zwei Arten von Alpakas, das Huacaya und das Suri: Sie unterscheiden sich in der Struktur ihrer Faser (Wolle): Das Huacaya-Alpaka hat eine feine, gleichmäßig gekräuselte Faser und einige Grannenhaare (Deckhaare). Das Suri-Alpaka hingegen hat keine Kräuselung in der Faser, das Haar bildet gelockte, gerade Strähnen. Die Wolle wird nach über 20 natürlichen Farben sortiert.
Die mittlere Stapellänge der Alpakafasern variiert zwischen 12,5 cm und 21,5 cm, die mittlere Feinheit zwischen 22 und 30 µm. Die Zugfestigkeit liegt mit 150 bis 220 N/mm² im Bereich der Schafwolle. Verarbeitet wird die Wolle der Alpakas zu Streichgarnen und Kammgarnen mit vielen Naturfarbvariationen verschiedener Brauntöne.
- Alpaka als Gewebe, auch Lüster oder Orleans genannt, steht für sog. Halbwollqualitäten mit einer Baumwollkette  und Alpakaschuss in Kamm- oder Streichgarntypen. Die Bindung ist Tuch. Hieraus werden  leichte Kleider- oder Schürzenstoffe und Sommerjacken angefertigt.[5][6]
- Alpakka, nicht zu verwechseln mit Alpaka, ist eine inzwischen selten gebrauchte Bezeichnung für Extraktwolle aus Wollmischgeweben mit einer Faserlänge von über 20 Millimetern.[2][7]